# エアアジア・カンボジア
エアアジア・カンボジア (英語: AirAsia Cambodia) は、プノンペン国際空港を拠点とするカンボジアの格安航空会社で、マレーシアのエアアジアとカンボジアの地元企業シビライアジアの合弁会社です。

## 歴史
エアアジアは2017年5月、マレーシアからカンボジアのプノンペン、シェムリアップ、シアヌークビルへの観光客の増加に対応するため、カンボジアに子会社を設立する計画を発表した。
2022年12月9日、エアアジアとシビライアジアは、エアアジアカンボジアを設立するための合弁事業契約に署名し、規制当局の承認を条件として、2024年3月18日に航空会社が発足した。2024年5月2日、運航を開始した。
2024年8月1日、初の国際線となるプノンペン-クアラルンプール線に就航した。

## 機材
| 機種             | 保有数 | 定員 | 備考                     |
| ---------------- | ------ | ---- | ------------------------ |
| エアバスA320-200 | 2      | 180  | 機体番号 XU-818 & XU-819 |

## 就航地
| 国           | 都市             | 空港                                |          |  |
| ------------ | ---------------- | ----------------------------------- | -------- |  |
| カンボジア   | プノンペン       | プノンペン国際空港                  | ハブ空港 |  |
| カンボジア   | シェムリアップ   | シェムリアップ・ アンコール国際空港 |          |  |
| カンボジア   | シアヌークビル   | シアヌークビル国際空港              |          |  |
| マレーシア   | クアラルンプール | クアラルンプール国際空港            |          |  |
| シンガポール | シンガポール     | シンガポール国際空港                |          |  |
| ベトナム     | ハノイ           | ノイバイ国際空港                    |          |  |
| ベトナム     | ホーチミン市     | タンソンニャット国際空港            |          |  |

今後、カンボジアの拠点から半径4時間以内のフライトを拡大する予定。また、ASEAN諸国、インド、中国、北アジアをつなぐことにも焦点を当てる予定。